# دانگلوی
دانگلوی (به لاتین: Dungloe) یک منطقهٔ مسکونی در جمهوری ایرلند است که در شهرستان دانیگول واقع شده‌است. دانگلوی ۱٬۱۶۴ نفر جمعیت دارد و ۱۶ متر بالاتر از سطح دریا واقع شده‌است.